# Medietilsynet

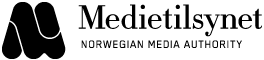
Logo

Medietilsynet (deutsch: Medienaufsicht) ist eine norwegische Behörde, die für die Aufsicht über die norwegischen Medien verantwortlich ist. Sie wurde im Jahr 2005 gegründet und hat ihren Hauptsitz in Fredrikstad. Die Behörde ist dem Kultur- und Gleichstellungsministerium nachgeordnet.

## Geschichte und Organisation
Die Behörde entstand zum 1. Januar 2005 durch die Zusammenlegung der Behörden Eierskapstilsynet, Statens filmtilsyn und der Statens Medieforvaltning. Offizieller englischer Titel der Behörde ist Norwegian Media Authority. Im März 2006 zog die neue Behörde vollständig nach Fredrikstad. Mari Velsand übernahm im Jahr 2017 die Leitung der Behörde.
Die Behörde ist in eine Abteilung für regulatorische und juristische Aufgaben, eine für Kommunikation, Beratung und Analyse sowie eine für Shared Services unterteilt. Die juristische Abteilung ist unter anderem für die Untersuchung und Ausgabe von Zuschüssen und Lizenzen zuständig.

## Aufgaben
Die Behörde ist für die Umsetzung der medienpolitischen Aufgaben des Staates zuständig. Eine der Aufgaben ist die Aufrechterhaltung der Medienvielfalt. Medietilsynet fungiert zudem als Beratungsorgan für das Kulturministerium im Bereich von medienpolitischen Fragen. Eine weitere Aufgabe liegt in der Aufsicht über die öffentlich-rechtlichen Programme und Medietilsynet und der Kontrolle der Einhaltung des Regelwerks für Radio- und Fernsehsender. Auch ist Medietilsynet unter anderem für das Setzen von Altersgrenzen bei Kinofilmen und die Untersuchung des Medienverhaltens von Kindern und Jugendlichen zuständig. Des Weiteren zahlt die Behörde die staatlichen Zuschüsse für die norwegischen Zeitungen aus.